# 25300 Andyromine
Minor Planet Andyromine được đặt tên cho Andrew Romine ở SSP/MSP năm 2008. Hành tinh có cấp sao tuyệt đối là 14.8.